# Canta a Juan Gabriel Volumen 3
Canta a Juan Gabriel Volumen 3 o Súper éxitos de Juan Gabriel es el noveno álbum de la cantante española Rocío Dúrcal, producido por el cantautor mexicano Juan Gabriel, autor de todos los temas, y publicado en el año 1979. Este álbum reúne por tercera vez las canciones más conocidas y otras inéditas de Juan Gabriel, lanzando al mercado dos ediciones, una para México y otra para España. En la "Edición México" se reúnen 7 canciones del anterior álbum Canta a Juan Gabriel Volumen 2 ("Edición España") más 3 canciones inéditas. En cambio la "Edición España" reúnen 7 temas del anterior álbum Canta a Juan Gabriel Volumen 2 ("Edición México") junto a las 3 canciones inéditas.

## Lista de temas (Edición España)
- Edición España Canta a Juan Gabriel Volumen 3

|     | Título                         | Autor(es)    | Duración |
| --- | ------------------------------ | ------------ | -------- |
| 1.  | Cuando Yo Quiera Has De Volver | Juan Gabriel | 3:06     |
| 2.  | Gracias Amor Por Tanto Amor    | Juan Gabriel | 3:03     |
| 3.  | No Lástimes Más                | Juan Gabriel | 3:36     |
| 4.  | Ases y Tercia De Reyes         | Juan Gabriel | 2:06     |
| 5.  | Te Voy A Olvidar               | Juan Gabriel | 3:07     |
| 6.  | Me Nace Del Corazón            | Juan Gabriel | 2:47     |
| 7.  | Nuevamente Sola                | Juan Gabriel | 4:30     |
| 8.  | Nadie Es Como Tu               | Juan Gabriel | 3:02     |
| 9.  | Me Gusta Estar Contigo         | Juan Gabriel | 2:10     |
| 10. | Te Voy a Hacer Feliz           | Juan Gabriel | 2:29     |

## Lista de temas (Edición México)
- Edición México Súper éxitos de Juan Gabriel

|     | Título                       | Autor(es)    | Duración |
| --- | ---------------------------- | ------------ | -------- |
| 1.  | Lágrimas Y Lluvia            | Juan Gabriel | 2:58     |
| 2.  | Me Gusta Estar Contigo       | Juan Gabriel | 2:10     |
| 3.  | La Muerte Del Palomo         | Juan Gabriel | 3:25     |
| 4.  | Ya No Insistas Corazón       | Juan Gabriel | 2:46     |
| 5.  | Tu Abandonó                  | Juan Gabriel | 2:19     |
| 6.  | Se Me Olvidó Otra Vez        | Juan Gabriel | 3:17     |
| 7.  | Ases Y Tercia De Reyes       | Juan Gabriel | 2:06     |
| 8.  | Ya No Vuelvo A Molestarte    | Juan Gabriel | 2:02     |
| 9.  | Siempre Estoy Pensando En Ti | Juan Gabriel | 3:24     |
| 10. | Te Voy A Olvidar             | Juan Gabriel | 3:07     |

## Lista musical y certificaciones obtenidas por el álbum
- Lista musical

Los 40 Principales 
| País   | Fecha                | Canción           | Posición      |
| ------ | -------------------- | ----------------- | ------------- |
| España | 6 de octubre de 1979 | "No Lastimes Más" | 1 (2 Semanas) |

- Certificaciones[5]

| País   | Certificación   |
| ------ | --------------- |
| México | 2x Disco de Oro |
| España | Disco de oro    |

## Músicos
- Rocío Dúrcal: Voz.
- Juan Gabriel: Letra y Música.
- Mariachi: Los Vargas de Arturo Mendoza.